# 日岡夏美
日岡夏美（日语：／ Hioka Natsumi，1991年7月15日—）是日本的女性聲優，北海道札幌市出身。Production baobab所屬。

## 人物
成為聲優的契機是在高中時看過朋友推薦的深夜動畫後知道了聲優這個工作，並因此想去東京學習聲優課程，最後在說服反對的雙親後，便到東京的專門學校就讀。

## 演出作品
※粗體字為主要角色。

### 電視動畫
2012年
- 織田信奈的野望（池田恒興）

2014年
- 魔女的使命（桂虎徹[5]）
- 新哆啦A夢（女孩子B）

2015年
- 女武神驅動 -美人魚-（瑪莉安娜）

2016年
- Dimension W －維度戰記－（鮎川麻奈）
- Brave Beats（葵透子）
- 熊巫女（雨宿町[6]）
- 12歲。～小小胸口的怦然心動～（女子學生）
- 天真與閃電（同學、女學生）
- 半田君傳說（彌生）
- Lostorage incited WIXOSS（小柴莉緒）

2017年
- 武裝少女Machiavellianism（因幡月夜[7]）
- 在地下城尋求邂逅是否搞錯了什麼 外傳 劍姬神聖譚（莉涅·阿爾謝）
- 雛子的筆記（女學生）
- SHADOW OF LAFFANDOR 拉凡朵國物語 〜FANTASY PICTURE STORY〜（翠斯塔．馬修[8]）
- 咕嚕咕嚕魔法陣（莫潔爾）

2018年
- 三顆星彩色冒險（琴葉[9]）
- 錢進球場（球場女播音員）
- Lostorage conflated WIXOSS（小柴莉緒）
- 最終休止符 -無止境的螺旋物語-（巴爾札克）
- 哥布林殺手（監督官）
- 梅露可物語 -無精打采的少年與瓶中少女-（莉伊莉）

2019年
- revisions（堂嶋大介〈幼少期〉）
- 消滅都市（堇[10]）
- Re:Stage！Dream Days♪（白鳥天葉[11]）
- 超人高中生們即便在異世界也能從容生存！（猿飛忍[12]）
- 星合之空（女學生）

2020年
- 科學超電磁砲T（食蜂派閥）
- Love Live! 虹咲學園學園偶像同好會（綾小路姬乃）

2021年
- 比方說，這是個出身魔王關附近的少年在新手村生活的故事（艾卡[13]）
- 弱角友崎同學（秋山美佳）
- 堀與宮村（巫女）
- 本田小狼與我（惠庭椎[14]、學生）
- 青梅竹馬絕對不會輸的戀愛喜劇（志田朱音[15]）
- 持續狩獵史萊姆三百年，不知不覺就練到LV MAX（藥局老闆）
- 吸血鬼馬上死（雛市[16]）
- 無職轉生～到了異世界就拿出真本事～（女僕）

2022年
- SLOW LOOP-女孩的釣魚慢活-（海凪小春[17]）
- Delicious Party ♡ 光之美少女（包包[18]）
- Healer Girl 歌癒少女（同級生、森嶋春菜）
- Love Live! 虹咲學園學園偶像同好會 第2期（綾小路姬乃）

2023年
- 吸血鬼馬上死2（雛市）
- 不當哥哥了！（室崎美夜[19]）
- 異世界悠閒農家（拉絲蒂絲姆[20]）
- 關於我在無意間被隔壁的天使變成廢柴這件事（女學生）

### OVA
2015年
- 魔女的使命（桂虎徹）單行本第8卷附OAD限定版
- ARIA The AVVENIRE 「capitolo 2 那次 溫情的離別…」（客）

2016年
- 熊巫女（雨宿町）

### 網路動畫
2023年
- 關於我轉生變成史萊姆這檔事 柯里烏斯之夢（芝諾比婭‧柯里烏斯[21]）

### 遊戲
2014年
- 我家公主最可愛（花姬 蕾絲卡·芙爾雷）
- 城姬Quest （页面存档备份，存于）（龍岡城、小谷城、高岡城、掛川城、湯築城、能島城）
- 天空艦隊（アクール）
- Heroes Placement（青苗乃奈、河北柿音、天海蘿莎）
- LAST SUMMONER（桑[22]、蕾特拉[23]、初登校露露[24]）

2015年
- 夢幻校園之星（冬木唯花[4]）
- 軍姬大戰 -MILITÄRISCHE MÄDCHEN-（薩莫欣、柯賽爾[25]）

2016年
- 雙槍激鬥3（凱西·歐德納[26]）

2017年
- 白貓Project（靜）
- Re:Stage！節奏舞步（白鳥天葉[27]）

2018年
- 心跳偶像（結城秋葉[28]）
- 機戰少女Alice（二子玉舞[29]）
- 碧藍航線（浜風、谷風）

2019年
- 乙女劍武藏（小倉庵[30]）
- 碧藍航線Crosswave（浜風）
- Action 對魔忍 （页面存档备份，存于）（鬼蜘蛛三郎）

2020年
- 最終休止符 -無止境的螺旋物語-（巴爾札克）
- 鮮豔軍團 （页面存档备份，存于）（盧卡）
- 迪士尼扭曲仙境 （页面存档备份，存于）（Azul Ashengrotto〈童年時期〉)
- Hero Cantare 英雄神鬪曲（瑪斯洛尼）
- 閃耀幻想曲（小野坂小春、海凪小春）

2022年
- 比方說，這是個出身魔王關附近的少年在新手村生活的故事～ドタバタ英雄譚～～（艾卡）
- 收穫之星（Tiella[31]）

2023年
- Fate/Grand Order（女教皇瓊安）

### 音樂CD
| 發售日   | 名稱                  | 演唱名義 | 歌曲名稱 | 備註                                            |
| 2014年   | 2014年                | 2014年 | 2014年 | 2014年                                          |
| -------- | --------------------- | --- | --- | ----------------------------------------------- |
| 2月5日   |                       | KMM團［倉石蒲公英（井澤詩織）、飾鈴（麻倉桃）、宇津木環那（夏川椎菜）、目野輪冥（飯田友子）、桂虎徹（日岡夏美）］ | 「」 「Saturday Night Witches」                                                                              | 電視動畫《魔女的使命》片尾曲                    |
| 7月23日  | 魔女的使命 角色歌專輯 | KMM團［倉石蒲公英（井澤詩織）、飾鈴（麻倉桃）、宇津木環那（夏川椎菜）、目野輪冥（飯田友子）、桂虎徹（日岡夏美）］ | 「 - Numbers」 「MimiLove-Maximum - 」 「Saturday Night Witches Pocket Cut Mix」 「 - KMM's Counter Attack」 | 電視動畫《魔女的使命》角色歌                    |
| 2016年   |                       | | |                                                 |
| 5月25日  | KUMAMIKO DANCING      | 雨宿町（日岡夏美）&熊井那津（安元洋貴） feat. 熊出村的大家                                                        | 「KUMAMIKO DANCING」                                                                                         | 電視動畫《熊巫女》片尾曲                        |
| 5月25日  | KUMAMIKO DANCING      | 雨宿町（日岡夏美）&熊井那津（安元洋貴）&松叔（內藤玲）                                                            | 「」 | 電視動畫《熊巫女》                              |
| 12月21日 | ／kiss×kiss×kiss      | 虹川仁衣菜（指出毬亞）、椎柴識理（鳥部萬里子）、箕輪美笠（日岡夏美）                                              | 「」 「kiss×kiss×kiss」                                                                                      | VR Idol Stars Project《Hop Step Sing!》相關歌曲 |

## 外部連結
- 事務所公開簡歷 （页面存档备份，存于）（日語）
- 日岡夏美的X（前Twitter）（日語）
- 日岡夏美的Instagram帳戶